# Pap Melinda
Pap Melinda (1981. október 21. –) sinológus, buddhológus, az ELTE Bölcsészettudományi Kar Kínai Tanszékének adjunktusa. (Kínai neve: pinjin hangsúlyjelekkel: Méi Líndá; magyar népszerű: Mej Lin-da; hagyományos kínai: 梅琳達; egyszerűsített kínai: 梅琳达)

## Pályája
Pap Melinda 2006-ban szerzett főiskolai végzettséget A Tan Kapuja Buddhista Főiskolán, majd 2007-ben egyetemi diplomát (BM/MA) az ELTE Bölcsészettudományi Kar kínai szakán.
2010-ben az ELTE BTK Sinológiai Doktori Iskolájában védte meg PhD-disszertációját, melynek címe: Az élettelen tárgyak buddha-természetének bizonyítása Zhanran A gyémánt penge című művében.
Jelenleg az ELTE BTK Kínai Tanszékének adjunktusa. Kutatási szakterülete a kínai buddhizmus.

## Jelentősebb publikációi
- „Az élettelen tárgyak buddha-természetének bizonyítása Zhanran A gyémánt penge című művében” In: Távol-keleti Tanulmányok 2009/2: 37–76.
- „Zhanran életrajza”. In: Hamar Imre and Salát Gergely (eds.): Kínai történelem és kultúra. Tanulmányok Ecsedy Ildikó emlékére. (Sinológiai műhely 7.) 2009 Budapest: Balassi Kiadó, 80–114.